# Istrebitěl sputnikov
Istrebitěl sputnikov (zkráceně IS, rusky Истребитель спутников, což znamená stíhač družic) byl sovětský program protisatelitních zbraní, který vedl k nasazení družicových systémů IS-A nebo I2P během sedmdesátých a osmdesátých let. IS satelity byly původně určeny k vypouštění na raketách UR-200, ale po zrušení programu UR-200 je nahradily rakety Poljot, Cyklon-2A a Cyklon-2.
První dva zkušební lety satelitu IS využily konfigurace I1P, a sloužily k otestování pohonných a řídících systémů kosmické lodi. V obou případech posloužila jako nosič raketa Poljot, a družice dostaly jména Poljot 1 a Poljot 2. Starty proběhly ve dnech 1. listopadu 1963 a 12. dubna 1964. 
Následně byl program zrušen a nahrazen levnější družicí DS-P1-M, jakožto součást programu Dněpropetrovskij sputnik. 